# 1969年9月11日日食
1969年9月11日日食是一次日環食，發生於1969年9月11日（東半球為9月12日）。新月當天（即朔日），地球上觀測到月球和太阳的角距離極小，此時月球如果恰好在月球交點附近，穿過太阳和地球之間，與地球、太阳接近一直線，則會出現日食。月球穿過太阳和地球之間，但距地球較遠，本影未能接觸地表，而使偽本影覆蓋的區域內看到月球的角直徑小於太陽，就形成日環食，同時在偽本影兩側數千公里的半影範圍內形成日偏食。此次日環食經過了秘鲁、玻利維亞、巴西的很小一角，日偏食則覆蓋了美洲的大部分及周邊部分地區。

## 日食概況

### 出現區域
太平洋北部、阿留申群島以南約1100公里處的洋面在9月12日日出時最先看到日環食，月球偽本影隨即向東跨過國際日期變更線，逐漸轉向東南移動，經過很長的洋面後在墨西哥克拉里翁島以南約310公里處達到最大食分。此後偽本影繼續向東南移動，掠過距法国海外領土克利珀頓島很近的洋面，該島距環食帶北緣最近處僅約5.4公里。偽本影在秘鲁利馬大區和伊卡大區交界處海岸首次接觸陸地，穿過秘鲁和玻利維亞後，在9月11日日落時分結束於玻利維亞聖克魯斯省與巴西马托格罗索州交界處。陸地上看到的日環食均在9月11日。
偽本影經過的陸地依次包括：
- 秘魯：利馬大區南部、伊卡大區北半部、萬卡韋利卡大區南半部、阿亞庫喬大區中部偏北、阿普里馬克大區除南北兩側外的絕大部分、阿雷基帕大區北部、庫斯科大區南部、普諾大區中部偏北；
- 玻利维亚：自西向東橫貫拉巴斯省後經過贝尼省南部、科恰班巴省北部，再橫穿聖克魯斯省北部；
- 巴西：擦過马托格罗索州西南部邊境一角後就離開地表。[3][4]

除了上述狹窄的環食帶內能看到日環食之外，月球半影覆蓋範圍內都能看到日偏食，包括美国阿拉斯加州、加拿大西南半部、美国本土除東北部外的大部、中美洲、南美洲除巴西東部和巴塔哥尼亞南部外的大部、密克羅尼西亞島群東北部、玻里尼西亞島群北部、苏联東北部（今屬俄罗斯）。其中大部分位於國際日期變更線以東，在9月11日看到日食，剩下的部分在9月12日看到日食。

### 基本參數
- 類型：日環食
- 食甚中心處（位於墨西哥克拉里翁島以南約310公里的太平洋）資料：
  - 時間：1969年9月11日19:58:18.8
  - 地點：15°35.6′N 114°7.9′W / 15.5933°N 114.1317°W
  - 食分：0.9690（環食帶內最大）
  - 日環食持續時間：3分11.1秒

## 相關的日食

### 1968-1971年的日食
月球交替位於相對的月球交點時，以半個交點年（食年），即約177天又4小時間隔出現下列日食。
| 升交點                                      | 升交點                   |          | 降交點                   | 降交點 |
| 沙羅週期                                    | 地圖                     | 沙羅週期 | 地圖                     |        |
| 119                                         | 1968年3月28日 偏食（南） | 124      | 1968年9月22日 全食       |        |
| 129                                         | 1969年3月18日 環食       | 134      | 1969年9月11日 環食       |        |
| 139                                         | 1970年3月7日 全食        | 144      | 1970年8月31日 環食       |        |
| 149                                         | 1971年2月25日 偏食（北） | 154      | 1971年8月20日 偏食（南） |        |
| 1971年7月22日的日偏食屬於下一組交點年系列。 |                          |          |                          |        |

### 沙羅周期
沙羅週期長度為18年11天。本次日食屬於沙羅週期134，共包含71次日食，依次為1248年6月22日至1410年9月28日的10次日偏食、1428年10月9日至1554年12月24日的8次日全食、1573年1月3日至1843年6月27日的16次全環食（亦稱混合食）、1861年7月8日至2384年5月21日的30次日環食、2402年6月1日至2510年8月6日的7次日偏食，總共歷時1262.11年。其中最長的全食發生於1428年10月9日，共持續了1分30秒。
下表列舉了1901年至2100年間發生的屬於該周期的日食，是第38至48次：
| 38             | 39             | 40            |
| -------------- | -------------- | ------------- |
| 1915年8月10日  | 1933年8月21日  | 1951年9月1日  |
| 41             | 42             | 43            |
| 1969年9月11日  | 1987年9月23日  | 2005年10月3日 |
| 44             | 45             | 46            |
| 2023年10月14日 | 2041年10月25日 | 2059年11月5日 |
| 47             | 48             |               |
| 2077年11月15日 | 2095年11月27日 |               |

## 資料來源
1. ↑  樊忠玉. . 中国天文科普网.   [2016-03-19]. （原始内容存档于2014-09-17）.
2. 1 2  Fred Espenak. . NASA Eclipse Web Site.   [2016-03-19]. （原始内容存档于2020-10-23）.（英文）
3. ↑  Fred Espenak. . NASA Eclipse Web Site.   [2016-03-19]. （原始内容存档于2020-10-20）.（英文）
4. ↑  Xavier M. Jubier. .   [2016-03-19]. （原始内容存档于2019-06-11）.（法文）（英文）
5. ↑  Fred Espenak. . NASA Eclipse Web Site.   [2016-03-19]. （原始内容存档于2008-08-29）.（英文）
6. ↑  Fred Espenak. . NASA Eclipse Web Site.（英文）

## 外部連結
- NASA日食專頁（页面存档备份，存于）（英文）
- 可見區域圖和時間統計：由弗雷德·埃斯佩纳克做出的日食預報，NASA/GSFC
  - Google互動地圖呈現的日食範圍
  - 貝塞爾元素
- Google地圖顯示的日環食和日偏食範圍（页面存档备份，存于）（法文）（英文）

| \| \| 日食 \|                             |                              |                                          |
| 上一次日食： 1969年3月18日日食 （日環食） | 1969年9月11日日食 （日環食） | 下一次日食： 1970年3月7日日食 （日全食） |
| 上一次日環食： 1969年3月18日日食          | 1969年9月11日日食 （日環食） | 下一次日環食： 1970年8月31日日食         |
|                                           | 日食                         |                                          |